# 익선동

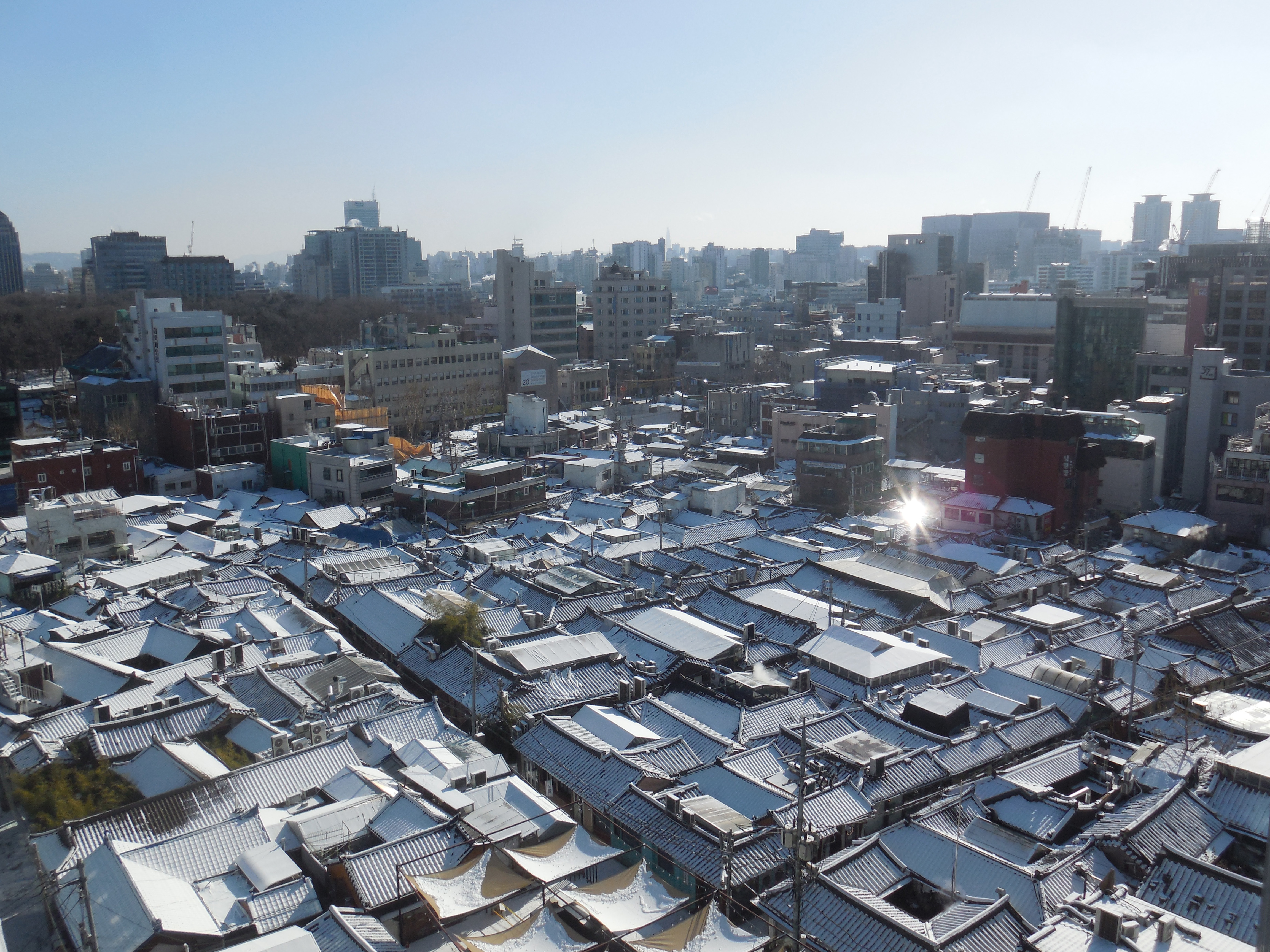
익선동의 설경. 2021년 촬영.

익선동(益善洞)은 서울특별시 종로구 종로1·2·3·4가동의 중앙에 위치한 법정동이다. 북쪽으로 운니동, 남쪽으로 돈의동, 서쪽으로 낙원동, 동쪽으로 와룡동, 묘동과 접한다. 인근에 삼일대로와 돈화문로, 지하철 종로3가역이 있어 교통이 편리하며, 관내에 종로1·2·3·4가동 주민센터와 '우리소리 도서관' 등의 시설이 있다. 2020년 인구는 1천 명 안팎이다.
익선동은 1920년대부터 지어진 한옥단지가 유명하며, 서울특별시에서 가장 오래된 한옥 집단 지구 중 하나로 남아 있다. 일제 강점기에는 판소리를 공연하는 여자 명창들을 비롯하여 많은 예술인이 살았고, 해방 이후에는 다양한 계층의 사람들이 공존하였다. 한때 요정 관광이 성행하였다가 쇠락한 익선동은 20세기 후반부터는 성소수자들의 보금자리가 된 곳이기도 하고, 2010년대 중반부터는 관광 명소가 된 동네이기도 하다. 2010년대 후반부터 젠트리피케이션을 겪으면서 동네 모습이 급격히 바뀌고 있으며 지역만의 고유한 정체성을 잃어간다는 지적을 받고 있기도 하다.

## 지명 유래

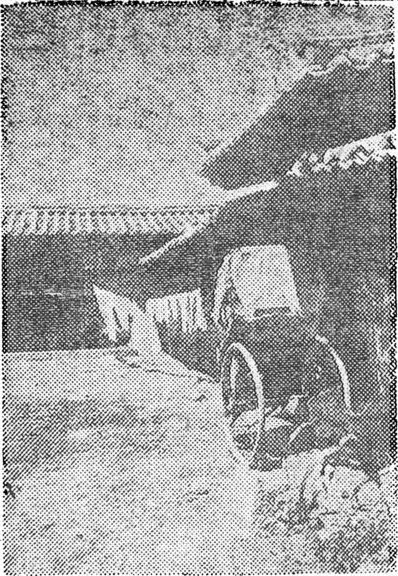
익선동의 유래가 된 누동궁의 모습 (1924년).

1914년 4월 1일 행정구역 개편 때 익선동이라는 이름이 처음 등장하였다. 당시 경성부 중부 정선방(貞善坊) 돈녕계(敦寧契) 궁동(宮洞), 익동(益洞), 돈녕동(敦寧洞), 니동(泥洞) 일부, 한동(漢洞) 일부를 합쳤으므로 정선방의 ‘선’과 익동의 ‘익’을 따 익선동이라 하였다. 익동은 누동궁의 익랑(翼廊, 좌우의 행랑)에서 유래한 이름으로, 누동궁은 ‘줄행랑’이라 불리는 긴 행랑이 유명하여 주변 지역을 익랑골(翼廊―)이라 불렀으며, 익랑골이 익동으로 줄어든 것이다.

## 역사

### 고려 시대
조선국 한성부 중부 교동(校洞)은 지금의 경운동, 낙원동, 종로2가, 종로3가에 걸친 지역이었다. 최종현 한양대학교 도시공학과 명예교수는 태종 이방원이 “향교동 동쪽 주변의 땅에 이궁(창덕궁)을 지으라.”라고 한 기록을 두고 조선 초기에 이미 교동은 궁궐을 지을 때 이곳을 피해 지을 정도로 큰 규모로 형성된 마을이었으리라 추정하였다. 또 종로와 돈화문로, 그 좌우의 피마길이 조선 시대에 직선으로 개설된 도로임을 감안할 때, 이들 도로와 교차하는 사선의 골목은 그 이전인 고려 시대부터 존재하였다고 보았다. 그 중 하나의 흔적이 익선동을 남북으로 관통하는 돈화문로11나길로, 고려 시대에 이 골목은 금위영천이었으며 그 왼쪽으로 하천을 따라 길이 나 있었을 것이다.

### 조선 시대
익선동에는 돈녕부(敦寧府)와 누동궁(樓洞宮)이 있었다. 돈녕부는 종친부에 속하지 않는 왕의 친족을 관리하던 부서였다. 누동궁은 전계대원군의 사손(嗣孫)들이 살던 집이었다. 누동궁 자리에 있던 집에서 철종이 태어났으며, 철종은 왕에 즉위한 뒤 자신의 옛 집터에 집을 지어 형 영평군 이경응이 살도록 하였다. 그 집이 바로 누동궁이다. 누동궁 안에는 전계대원군, 완양부대부인 최씨, 용성부대부인 염씨 등 셋을 모신 사당인 전계궁(全溪宮)이 있었다.
본래 이 지역은 정선방(貞善坊)에 속하는 지역이었다. 《동국여지비고》에는 정선방(貞善坊) 하위에 비로전계(非老廛契), 임기손계(林己孫契), 김만년계(金萬年契), 수문동계(水門洞契), 고병조계(古兵曹契), 돈녕부 상계(敦寧府上契), 돈녕부 하계, 파자전계(把子廛契), 하미전계(下米廛契), 대묘동계(大廟洞契), 의전1계(衣廛一契), 의전2계가 속한다고 기록되어 있으며, 이 중 익선동은 돈녕부계 일부에 해당한다. 《육전조례》에는 정선방에 대묘동계, 의전1계, 2계, 하미전계, 포전계(布廛契), 수문동계, 김만년계, 임기손계, 비로전계, 고병조계, 돈녕상계, 하계, 파자전계가 속한다고 되어 있으며, 이 중 익선동은 돈녕계 일부에 해당한다.
갑오개혁에 따른 행정구역 개편으로 오부를 폐지하고 오서(五署)를 설치하였다. 이때 중서(中署) 정선방(貞善坊)의 하위 행정구역은 아래와 같다. 조선 후기의 동(洞)은 골목을 단위로 하는 주민의 생활공간 단위로, 하나의 동은 반드시 하나의 방(坊)과 계(契)에 대응하지 않고 여러 개의 방이나 계에 속하기도 하였다.
| 방                | 계                 | 동 |
| ----------------- | ------------------ | --- |
| 정선방            | 대묘동계(大廟洞契) | 묘동(廟洞), 하묘동(下廟洞), 태정동(太井洞)                                                                     |
| 정선방            | 김만년계(金萬年契) | 대묘동(大廟洞), 마동(麻洞), 누동(樓洞)                                                                         |
| 정선방 동구(洞口) | 승문계(承文契)     | 승문동(承文洞)                                                                                                 |
| 정선방 동구(洞口) | 임기손계(林己孫契) | 마동(麻洞), 누동(樓洞)                                                                                         |
| 정선방 동구(洞口) | 어의궁계(於義宮契) | 어의동(於義洞)                                                                                                 |
| 정선방 동구(洞口) | 돈녕계(敦寧契)     | 돈녕동(敦寧洞), 장대장동(張大將洞), 한동(漢洞), 누동(樓洞), 익동(益洞), 궁동(宮洞), 니동(泥洞), 승문동(承文洞) |
| 정선방 동구(洞口) | 농포계(農圃契)     | 농포동(農圃洞), 수문동(水門洞)                                                                                 |
| 정선방 동구(洞口) | 구병조계(舊兵曹契) | 니동(泥洞) |

### 일제 강점기

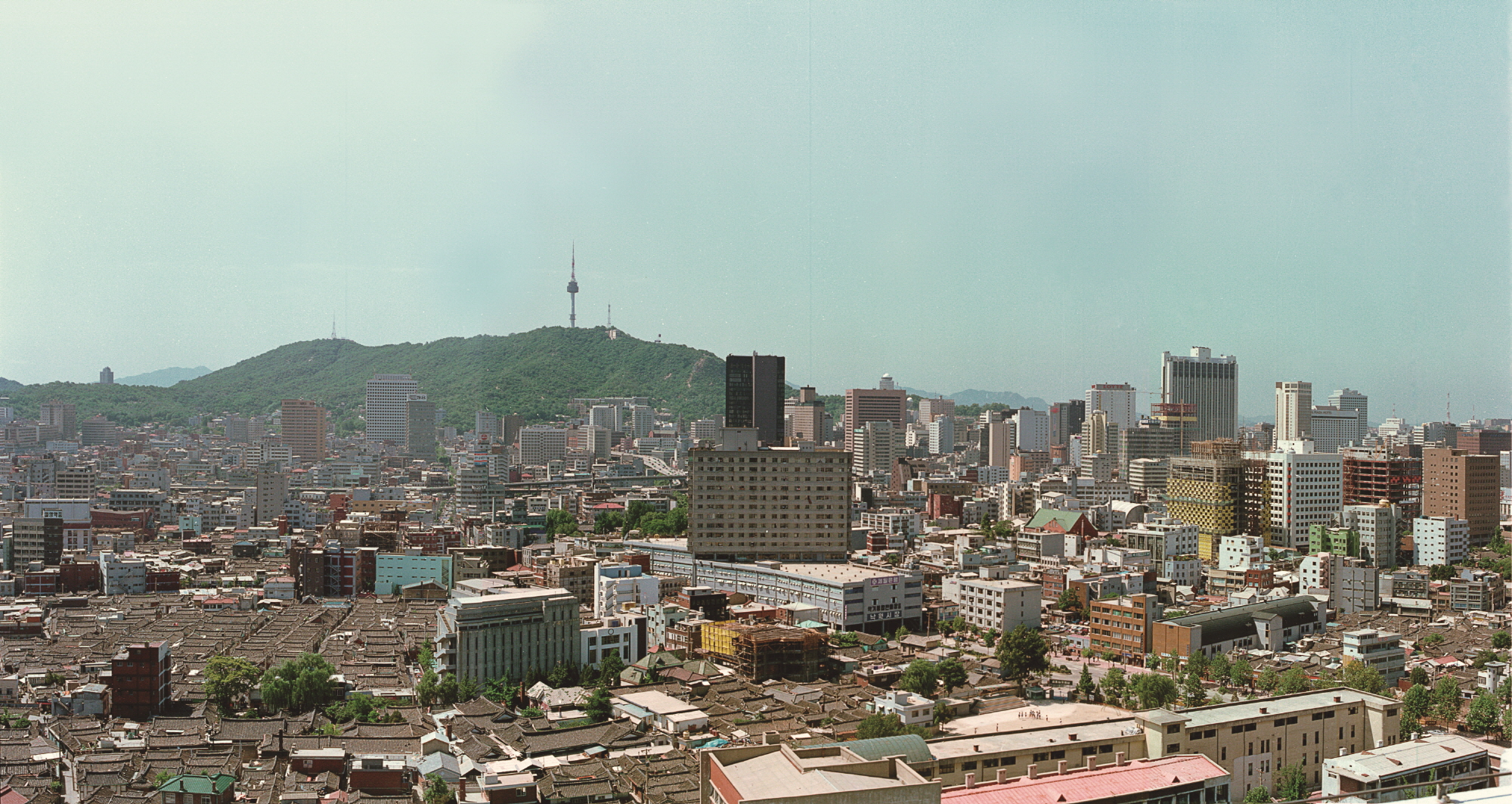
좌측 하단에 계획적으로 개발된 익선동 한옥 지구가 잘 드러나 있다.

1914년에 일제는 경성부에서 기존의 동을 해체·병합하여 새로운 정(町)과 동으로 개편하였다. 1921년경에는 익선동 중앙을 동서로 관통하는 삼일대로30길이 개설되었다. 이 무렵에는 민영찬도 익선동에 살고 있었다. 완화군의 옛 사저, 일명 완화궁(完和宮)도 익선동에 있었는데, 이곳에는 반도여자학원(半島女子學院)이라는 교육 시설이 들어섰다.
1920년대 말에서 1930년대 초까지 익선동은 부동산개발업자 정세권에 의하여 한옥 단지로 조성되었다. 청계천 남쪽인 남촌에 모여 살던 일본인들이 1920년대 들어 조선인이 다수이던 청계천 북쪽으로 세력을 넓히려 하자, 정세권이 북촌, 익선동, 봉익동, 체부동, 창신동 등지에 조선인을 위한 한옥 단지를 건설함으로써 이를 저지하였다. 그는 주로 넓은 한옥 저택 하나를 사 허물고 작은 한옥을 빼곡하게 지었다. 익선동에서는 1929년에 익선동 33번지(옛 완화궁)를, 이듬해에 익선동 166번지(옛 누동궁), 33-16번지, 19번지 일대를 개발하였다. 한편, 누동궁을 판 누동궁의 마지막 주인 이해승은 그 돈으로 홍은동에 땅을 샀으며 1988년에 손자 이우영이 호텔을 지었다.
익선동에는 예술인도 많이 살고 있었다. ‘팔홍문 집’으로 불린 홍명희의 집을 비롯하여 김억, 박진, 이기영, 이해조 등의 집이 있던 곳이 익선동이었다. 서화가 김용진과 이병직이 살던 집은 훗날 요정 오진암이 된다. 명창 김초향도 익선동에 살다가, 1931년에 자신의 집을 조선음률협회가 사무실로 쓰도록 기증하였다. 또 1937년에 김종익이 익선동에서 집 한 채를 사들여 조선음률협회의 후신인 조선성악연구회의 사무실로 주면서 송만갑과 박록주도 사용하게 하였다. 이 집은 익선동 159번지에 있었는데, 연구회 사무실 방과 명인·명창들이 사용하던 방은 1994년 당시 이미 헐렸고, 명인·명창들이 연습하던 한옥만 지금까지 남아 ‘한옥’이라는 음식점으로 쓰였다. 한편, 박록주의 1974년 회고에 의하면 김종익은 1937년에 그의 집도 함께 사 주었는데, 박록주는 말년에 익선동과 골목 하나를 사이에 둔 돈의동 21-4번지 한옥에서 살았다.

### 해방 후 20세기

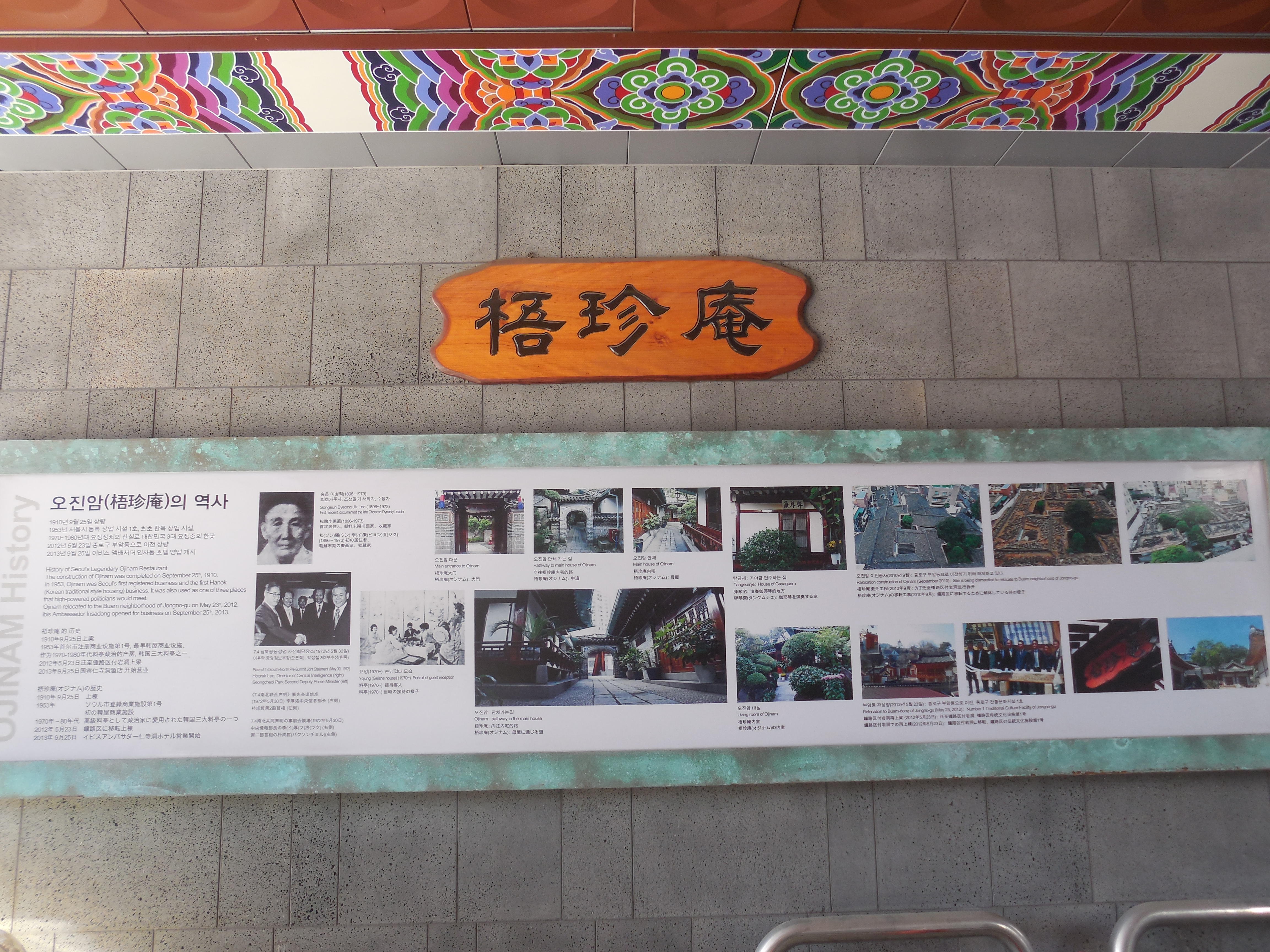
오진암의 역사 표지판.

익선동 거주자의 증언에 따르면, 삼일대로30길 북쪽에는 명망 있는 사람들이, 익선동 166번지 일대에는 서민들이 주로 살았고, 그 남쪽에는 서민들이 찾는 유흥가가 있었다는 것이 익선동의 1960~70년대 풍경이다. 요정도 익선동 곳곳에 자리하였는데, 1969년 12월 당시 서울특별시에서 가장 세금을 많이 내던 오진암(월 123만 원), 옥류장(월 102만 원), 대하가 모두 익선동에 있었을 정도였다. 이 가운데 오진암(梧珍庵)은 1900년대 초에 건립된 700평 규모의 한옥에 1953년경 들어선 요정으로, 1972년에 이후락과 박성철이 7·4 남북 공동 성명을 논의하고, 정재계 인사들이 자주 찾는 등 삼청각, 대원각과 함께 1970-80년대 요정정치의 산실로 유명하였다. 전성기에는 종업원과 하루 손님이 각각 70-80명에 이를 정도였다. 이러한 요정 문화의 영향으로 지금까지 익선동에는 한복집과 점집이 남아 있다. 그러나 1980년대부터 부유층은 강남으로 이주하고, 서민들은 자식들이 출가하면서 익선동에는 노년층이 주로 남았다. 집들 사이에는 종로3가 대로변의 귀금속 거리에 납품하는 세공 공방, 예단 등을 납품하는 한복 바느질 공방 등이 있었다.
한편, 탑골공원부터 종로5가까지에는 해방 직후 생겨난 종삼(鍾三)이라는 대규모 성매매 밀집지역이 있었는데, 이곳은 김현옥 서울시장 시절이던 1968년 9월에서 10월 사이에 ‘나비작전’이라는 계획으로 모두 사라졌다. 종삼이 없어지면서 성매매 업소로 쓰이던 공간이 비게 되었고, 1970년대 후반에 이르러 파고다극장을 중심으로 게이바가 들어서면서 낙원동, 익선동, 돈의동 등에 걸치는 성소수자 문화 공동체가 형성되었다. 1960년대 이래 신당동이나 을지로 등에서도 모여 왔던 게이들은 1990년대 초반에 신당동의 성동극장이 폐관하면서 낙원동 일대로 유입되었고, 비슷한 시기에 이태원에서 모이기 시작한 20-30대들도 2000년대 들어 게이 업소가 줄어들면서 이 일대로 모여들게 되었다.

### 21세기

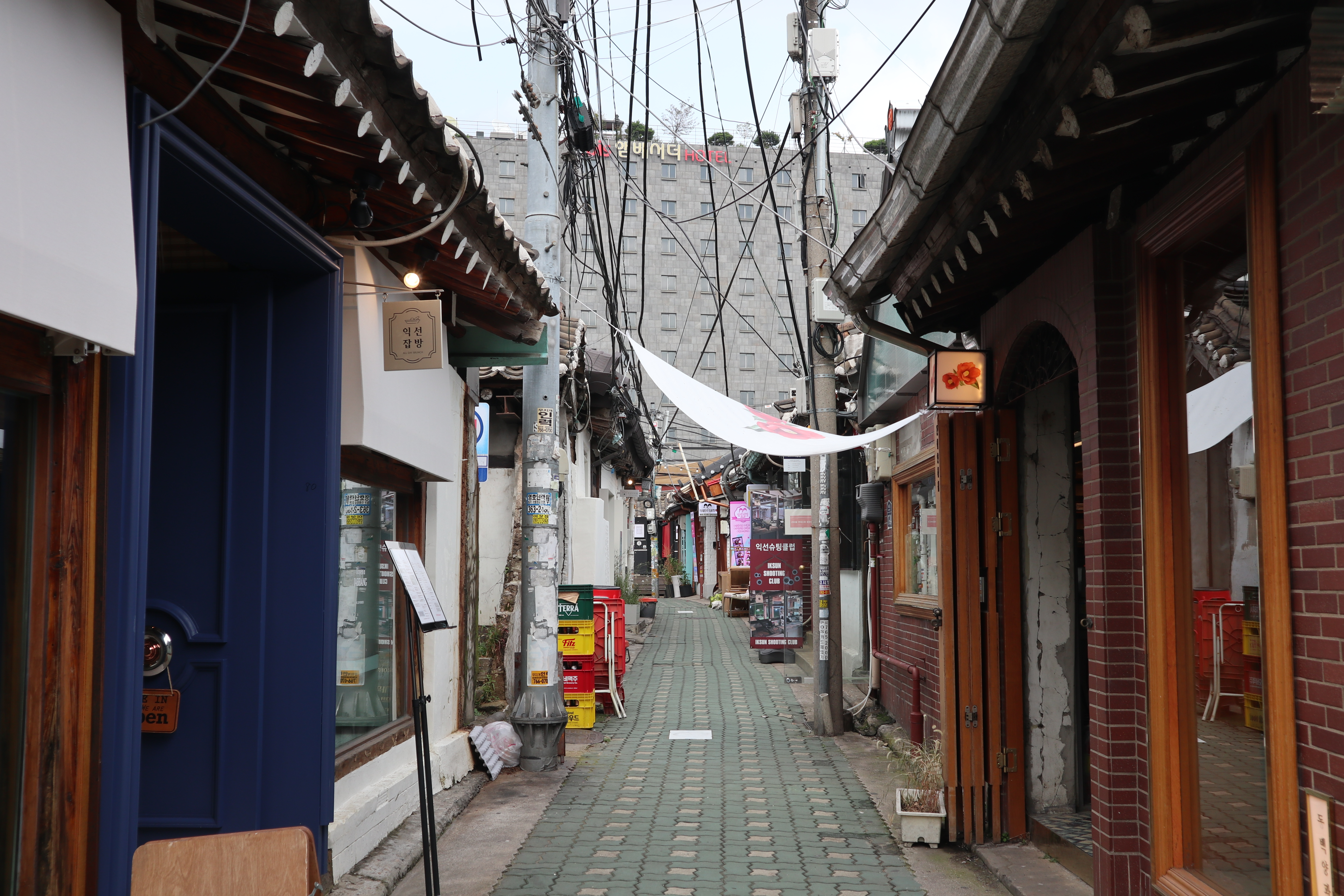
한옥과 현대적인 업종이 결합한 익선동 골목.

익선동은 도심지에 위치함에도 근현대기에 지어진 한옥과 낡은 주택들이 1990년대 말까지도 그대로 남아 있었다. 1997년 당시 주민의 63%가 재개발에 찬성하였고, 1999년에 한옥 보존을 이유로 재개발이 한 차례 무산되었지만, 익선동의 일부 지역은 오피스텔이 들어서며 부분적으로 개발되었다. 이러한 가운데 종로구청에서는 익선동의 전면적인 재개발을 추진하였고, 2004년 5월 6일에 익선동 165번지 일대 31,121.5 m2가 익선 도시환경정비구역으로 지정되었다. 사업을 추진한 주민들은 돈화문로와 인접한 곳에 5층짜리 상가를 건설하고, 그 안쪽에 13~14층의 오피스텔, 호텔, 아파트를 지을 예정이었으며, 서울특별시 도시계획위원회에서는 이곳이 인사동 등과 가까운 점을 고려하여 한국의 전통미를 건물에 가미하도록 권하였다.
2008년 12월에 서울특별시에서는 한옥 밀집 지역을 개발할 때 한옥을 일부 보존하도록 유도하고, 체부동, 명륜동, 사직동, 익선동 일대의 한옥을 보전하는 구상을 내놓았으며, 2010년에 서울특별시 도시계획위원회는 한옥 보전과 관련하여 익선동의 재개발 계획을 부결하였다. 이후 2013년 3월에 주민의 52%가 찬성하여 재개발 추진위원회가 해산되고, 2014년 7월에 도시환경정비구역 해제가 신청되나, 세 달 뒤 도시계획위원회는 구역 해제 후 난개발이 이루어질 것을 우려하였다. 서울특별시는 이를 대비하여 지구단위계획 수립에 나섰으나, 여러 이해관계가 얽히고 행정 공백이 더해지면서 익선동은 빠르게 변화하기 시작하였다. 일명 ‘중앙로’라 불리는 수표로28길의 17번 종속구간(구 누동궁1길)을 중심으로 2014년 말에서 2015년 초 사이에 주민 생활과 무관한 카페, 주점 등이 들어오면서 익선동은 상업화되기 시작하였고, 한옥의 겉모습 안에 내부를 새롭게 고친 업장이 차례로 들어서면서 도심 속 관광지로 인기를 끌었다. 2018년 5월 10일에는 도시환경정비구역의 해제와 동시에 일대의 역사성·장소성 보전을 위한 익선 지구단위계획구역이 지정되었다.
한편, 익선동에 마지막으로 남은 요정이었던 오진암은 주인이 여러 번 바뀌었고, 2006년부터 경영에 어려움을 겪다가 건물주의 건강 문제로 2010년 7월 말에 폐업하였다. 오진암은 2010년 9월에 철거되었고, 그 자리에는 2013년 10월 25일 ‘이비스 앰배서더 서울 인사동’ 호텔이 개관하였다. 종로구청에서는 부암동 무계정사 터에 오진암의 부재 일부를 활용한 문화공간 무계원(武溪園)을 2014년 3월 20일에 개원하였고, 서울역사박물관에서는 오진암의 현판을 소장 중이다. 익선동의 유동인구가 증가하자 이비스 호텔 이후에도 익선동과 주변 지역에 호텔이 들어서면서 관광객을 유치하고 있다.

## 문화

### 관광

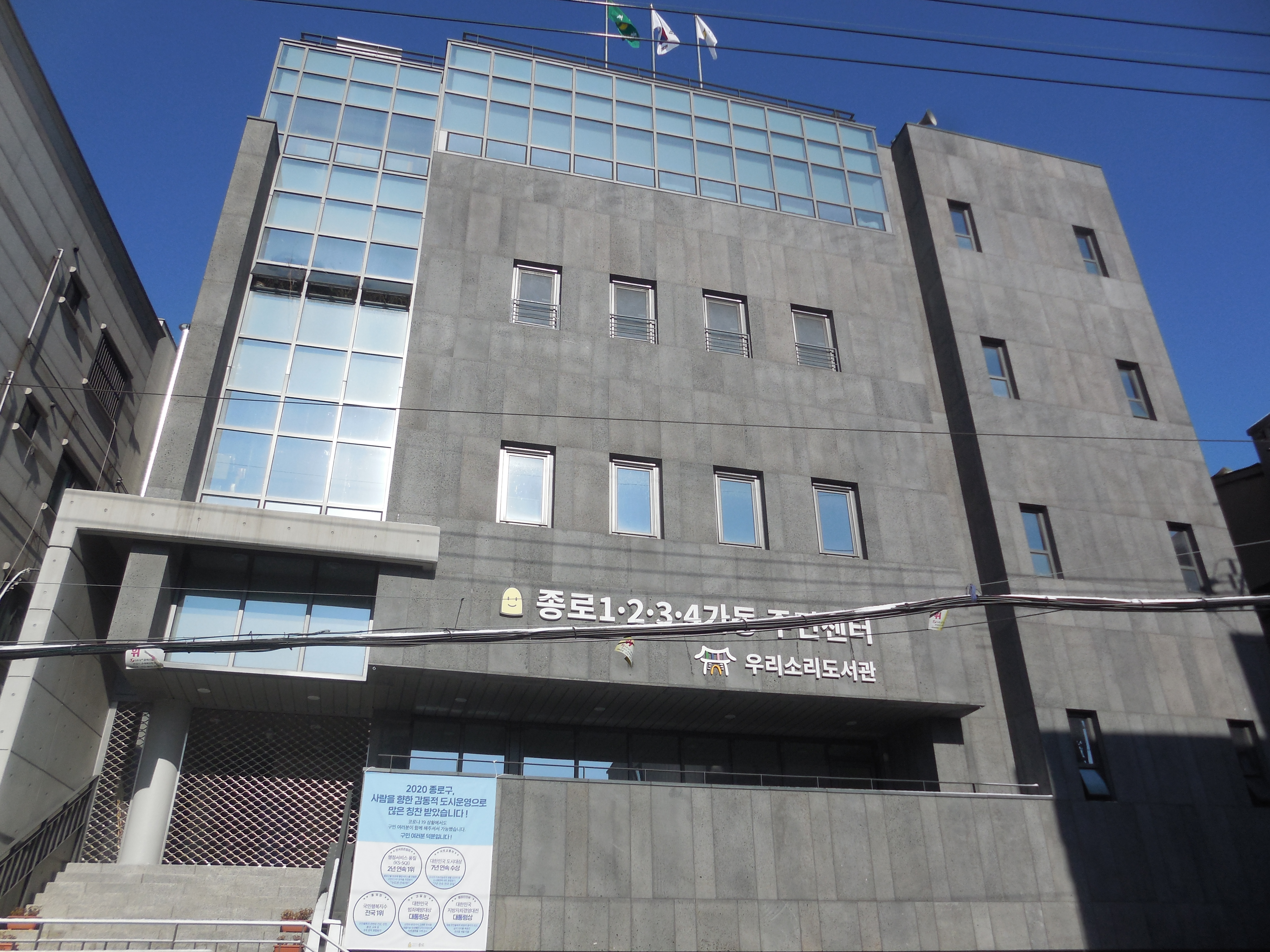
요정이었던 도원 자리에 들어선 종로1·2·3·4가동 주민센터와 우리소리 도서관.

일제 강점기에는 익선동을 포함한 돈화문 주변 지역에 권번에 속한 기생들이 살았다. 현계옥, 김녹주(金綠珠), 김남수(金南洙), 박록주 등 남도 출신 기생들이 소속된 한남권번(漢南券番)의 기생들은 판소리와 창극을 연행하면서 여성 판소리 연행자들을 길러냈다. 장악원의 후신이자 국립국악원의 전신인 이왕직 아악부는 1926년부터 익선동 인근의 운니동에 있었고, 아악부의 일소당(佾韶堂)에서 국악 공연이 열렸기 때문에, 명인들은 좁은 골목 사이로 빽빽한 집 안에서 방음이 되지 않아 한여름에도 겨울 이불을 뒤집어쓰고 판소리를 연습하였다고 전해진다.
해방 이후, 익선동에는 국악을 전승하고 공연하는 일패기생들과 밀매음을 하던 이패기생(은근짜隱君子)들이 살았다. 1953년에 들어선 오진암을 비롯하여 대하, 명월, 청풍(→도원都園) 등의 요정과 지금도 남아 있는 한정식집 송암(淞庵) 등이 익선동에 자리잡았다. 익선동의 요정은 1970년대 초반에 들어 관광요정 문화가 활성화되면서 전성기를 맞았다. 일본인 관광객들이 자주 찾던 오진암은 1972년 10월에 외국인을 접객할 수 있는 관광요정 12곳으로 지정되었으며, 국악인들이 공연하는 곳이기도 하였다. 국악의 흔적은 지금도 남아 있는데, 명창 임방울의 손녀 임향님은 익선동에 판소리연구소를 차렸으며, 익선동으로 이전한 종로1·2·3·4가동 주민센터의 4~5층에는 2017년 12월 14일에 구립 우리소리도서관이 개관하였다.
1990년대에 들어 해외 관광 수요 증가, 금융실명제 실시, 대체재인 룸살롱의 등장과 성업 등의 영향으로 요정 문화는 쇠락하였으나, 관광객들은 이제 인근의 북촌이나 서촌처럼 상업화되지 않고 ‘사람 사는 골목’의 느낌을 자아내는 익선동에 주목하였다. 이 점에 착안하여 익선동 마을 안쪽에 처음으로 외지인이 연 가게는 ‘뜰안’이라는 전통찻집으로, 뜰안의 사장은 “(2009년 1월에) 찻집 문을 열 때 이곳엔 아무도 없었다”라고 증언하였다. 뜰안은 한일 합작 영화 《카페 서울》(2010)의 촬영지이기도 하다. 타케 마사하루(武正晴) 감독은 익선동의 한옥 골목, 한국의 떡과 일본의 모찌 사이의 유사성 등에 모티브를 얻어 영화를 찍게 되었다고 한다. 아이돌 그룹 UN의 김정훈이 주연이었던 영화를 따라 많은 일본인 관광객들이 뜰안을 찾았으며, 이들은 극중 ‘모란당’이라는 떡집으로 등장하는 뜰안에 사진과 편지, 선물 등을 남기기도 하였다. 그 밖에도 뜰안은 건축이나 역사를 배우는 사람들이 종종 찾기도 하고, 익선동의 가치를 발견하고 공부하는 주민들이 모이는 사랑방 같은 곳이었다. 2014년 초까지 익선동에 외지인이 차린 가게는 뜰안 외에는 없었다.
2014년 말부터 카페 ‘식물’, 가맥집 ‘거북이슈퍼’ 등 청년 예술가와 창업가들의 가게가 생겨나고, SNS를 통하여 알려지면서 익선동은 상업화되기 시작하였다. 2016년 2월 다큐멘터리 3일에 방영되면서 본격적으로 알려진 익선동에는 이후 2016년부터 2019년까지 한옥의 모습을 유지하면서 리모델링한 오락실, 만화가게, 경양식점, 개화기 풍의 옷을 빌려주는 가게 등이 들어섰으며, 불과 몇 년 만에 고즈넉한 분위기를 잃게 되었다. 마침 2010년대 후반부터 복고풍에 현대적 감성을 더한 ‘뉴트로’ 열풍이 20-30대 사이에서 불면서, 익선동은 을지로, 홍대 등과 함께 점차 뉴트로의 중심지로 알려졌다. 익선동의 상업화와 상권 확대는 문화체육관광부와 한국관광공사가 격년마다 발표하는 한국 관광 100선(2019~2020)에 익선동이 드는 결과를 낳았지만, 이와 함께 젠트리피케이션 문제도 초래하였다. 2017년에 국토연구원은 6년 동안 익선동 일대의 임대료가 4배 상승하였고, 특히 2017년의 경우 전년 대비 50%가 상승하였다면서, 익선동은 젠트리피케이션의 4단계 중 임대료가 오르고 상업화가 심화되는 3단계에 해당한다고 진단하였다.

### 한옥

익선동 166번지 일대의 한옥 현황도 (2006년 기준).

2018년 1월 현재 익선동에는 119동의 한옥이 있고, 그 중 37동이 거주용이다. 구역별로 나누어 보면, 삼일대로30길 이북의 익선동 33번지 일대는 2006년에 169동 중 87동이, 2014년에 159동 중 53동이 한옥으로 조사되었고, 그 이남인 익선동 166번지 일대는 2006년에 248동 중 200동이, 2014년에 243동 중 181동이 한옥으로 조사되어 감소하는 추세이다.
익선동에서 한옥마을로 널리 알려진 곳은 166번지이다. 누동궁이었던 166번지(2,574평)는 이해승의 소유였는데, 1920년 12월 9일에 166-2번지(2,574평)로 분할되면서 박영효 외 2인으로 소유주가 바뀌었고, 1929년 9월 30일에 166-5번지(2,428.9평)로 분할되면서 창덕궁으로 소유주가 변동되었다. 1929년 9월의 필지 분할 및 소유권 이전 과정에서 지가에 약 7천 원의 차익이 발생하여 이해승은 빚을 갚는 데에 도움을 받았다. 1930년 8월 20일에 166-5번지가 166-14~166-60번지로 분할되었는데, 166-52번지(735.6평)는 미분할된 대형 토지와 남북 방향으로 쪼개진 네 곳의 직선 골목으로 이루어졌으며, 나머지는 집 한 채씩 지을 만한 크기로 분할되었다. 166-52번지는 1930년 11월 14일부터 이듬해 12월 21일까지 네 차례에 걸쳐 166-65~166-84번지로 분할되었다. 필지를 남북 방향으로 쪼개면 동서 방향으로 쪼갤 때보다 집을 많이 배치할 수 있고, 건넌방이나 부속채를 임대로 주었을 때 대문에서 각 가구까지의 거리를 최소화할 뿐 아니라 각 가구가 독립성을 유지하기 쉽다는 장점을 지닌다.
정세권은 166-14~166-60번지까지 분할된 상태에서 개발에 참여하였다. 이 때문에 정세권이 주도적으로 참여할 수 없었던 익선동 166번지의 동쪽 지역은 필지의 평균 면적이 53.1평으로 비교적 크지만, 166-52번지에서 분할된 서쪽 지역은 정세권이 사업자로서 최대한 많은 집을 보급하려는 의도가 반영되어 평균 면적이 21.7평으로 좁은 편이다. 이곳의 한옥들은 ‘부엌-안방-마루-건넌방’의 네 칸을 기본 ‘모듈’로 하며, 부속채의 유무에 따라 이 모듈이 ㄷ자나 ㅁ자로 꺾인 형태를 하고 있다. 안방과 건넌방에는 온돌이 깔려 있는데, 모듈이 이와 같이 구성된 까닭은 이것이 시공간과 무관하게 한옥에 꼭 있어야 할 요소이기 때문이며, 집이 꺾인 형태가 된 까닭은 좁은 땅에 최대한 많은 집을 지으려 하였기 때문이다. 지붕은 맞배지붕이 대부분이었다. 두 동은 거실을 중앙에 두고 방들이 감싸는 구조로 지어진 중당식(中堂式) 한옥으로, 부엌을 뺀 나머지 방과 거실을 남향으로 설계하여 일조가 좋게 하였으며, 지붕 아래 전체를 다락으로 만들어 넓은 공간을 확보하였다. 중당식 한옥 2동은 익선동 166-53번지와 166-65번지에 남아 있는데, 이 중 166-53번지에서는 장면이 명륜4가의 가옥으로 이사 가기 전에 1932년부터 1936년까지 거주하였다.
166번지 일대는 대로변과 연접하지 않고 골목도 자동차가 들어갈 수 없을 만큼 좁아서 보존될 수 있었으나, 익선동의 상업화에 따라 많은 부분 훼손되었다. 2013~15년까지 한옥을 개조하며 입주한 가게들이 내부 인테리어만 손보는 정도였다면, 2015~16년에는 외벽과 대문을 유리로 갈고 기와지붕 위에도 유리 천장을 덮는 양상이 나타났으며, 2017년부터는 아예 기와지붕만 남기고 모두 뒤엎는 경우가 주를 이루었다.

### 성소수자
익선동은 20세기 후반부터 성소수자들이 모여온 곳이었다. 낙원동·익선동 일대의 게이 업소들은 홍보 없이도 게이 남성 집단 내부의 입소문으로 손님이 찾아오기 때문에 보통 게이 업소임을 나타내는 간판 없이 영업하며, 일대는 늦은 저녁부터 밤까지 한시적으로 게이 남성들이 많아지는 경관을 보인다. 만일 비성소수자가 오인하여 들어가는 것을 막고자 무지개 깃발을 걸거나, 그 밖에 성소수자들만이 알 수 있는 표식을 단다. 클럽이 중심이 된 이태원과 달리 이 일대는 술집이 대부분이다. 이곳들은 코로나19 범유행 당시에도 영업하였는데, 이태원의 게이 클럽을 경유한 코로나19 확진자가 익선동을 방문한 사실이 밝혀진 뒤 여러 성소수자 인권단체들은 성소수자가 인권 침해 없이 코로나19 검사를 받을 수 있도록 하겠다는 입장을 냈다.
성소수자들 사이에서 ‘게로수길’(게이+가로수길)로 통하던 익선동 골목에 비성소수자들이 늘면서, 성소수자들은 그들의 편견적 시선을 부담스러워하고 아웃팅을 우려하기까지 하였다. 서울특별시는 돈화문로를 중심으로 삼일대로와 서순라길 사이의 지역에 역사인문재생계획이라는 이름으로 도시재생을 추진하고 있으나, 엄연히 이곳에 존재하던 성소수자 역사를 고려하지 않아 비판을 샀다. 이에 2018 한국퀴어영화제에서는 익선동 일대의 성소수자 공동체를 다룬, 권욱의 독립 기록영화 《다다-익선》(2018)이 상영되었다.

## 인구
익선동의 거주인구는 1000명 안팎에 이르는데, 2010년대 들어 익선동이 젠트리피케이션 현상을 겪으며 감소세이다. 2014년부터 3년 동안 1천여 명이었던 인구는 377명이 줄었다. 주로 세입자였던 원주민이 떠난 자리는 대부분 상업시설로 대체되었다. 젠트리피케이션의 초기 단계였던 2014~2016년에는 주민들이 이용하던 슈퍼마켓, 세탁소 등이 다른 업종으로 대체되는 정도였으나, 2017년부터는 세입자들이 줄고 젊은 세대가 많이 찾는 업종이 급증하였으며 체인점의 비중도 늘었다. 2019년 9월 기준으로 익선동 166번지 일대의 건물 가운데 전통문화 관련 점포는 7.9%, 주거용 등 비상업용 건물은 9.5%였던 반면 나머지는 모두 식당, 카페, 주점 따위의 점포였다.
지역의 변화에 따라 유동인구의 변화도 있었다. 2013년에 익선동을 찾던 이들은 소수로, 우연한 방문이 대부분이었다. 2014~15년 사이에는 전에 익선동을 방문한 적이 있는 사람, 지인의 소개나 인터넷을 통하여 익선동을 알게 된 사람이 주로 이곳의 가게를 찾았다. 이때만 하여도 익선동은 아직 고즈넉한 분위기를 간직하고 있었지만 익선동을 자주 찾던 이들은 이미 익선동의 변화를 느꼈으며, 2015년 12월에 11시에서 14시 사이의 평균 유동인구는 3만여 명에 달할 만큼 늘어났다. 2016~17년 사이에는 익선동을 기존에 알았던 사람보다 새롭게 알게 된 사람의 방문이 크게 늘었고, 2018~19년 사이에는 유동인구가 더욱 폭발적으로 증가하여 과거와 같이 익선동을 산책할 수 없게 되었을 만큼 붐비게 되었다. 주민들은 젠트리피케이션의 초기 단계에 익선동이 ‘새로운 돌파구’를 맞게 되어 긍정적인 반응을 보이기도 하였지만, 관광객이 점점 늘고 한옥을 개조하는 소음과 분진이 나면서 이러한 변화를 달갑지 않게 여기고 있다. 상인들은 처음에는 유동인구의 증가에 따라 익선동에 다양한 감성을 지닌 매장이 생긴 것을 긍정적으로 여겼지만, 원활한 서비스를 위하여 늘린 직원에 대한 인건비와 전보다 상승한 임대료를 충당하고자 물가가 오르고, 유동인구만을 노리고 진입한 후속 상인들이 매출을 나누어 가지면서, 빠르게 구경만 하고 빠져나가는 유동인구가 늘었다고 본다.
익선동의 젠트리피케이션을 주도한 주체로 익선다다라는 업체가 지적된다. 외지인인 두 명의 청년 사장이 설립한 이 법인은 익선동에 가맥집, 경양식점, 공방, 카페 등을 연이어 열고, 다른 사업자들의 창업을 중개하면서 상권을 형성하였다. 점차 상권이 확장되면서 한옥의 매매가나 임대료는 서서히 올랐다. 단순히 한옥을 임차하여 업소를 운영하던 익선다다는 2017년 초에 크라우드 펀딩으로 한옥을 직접 매입하기 시작하였으며, 법인 본점이 소재한 한옥과 모텔을 개조한 호텔을 되팔면서 시세차익을 얻기도 하였다. 비슷한 시기에 이들은 한옥의 2층을 불법으로 증축하고, 거주지와 바로 붙은 한옥에 주민 동의 없이 디스코텍을 영업하면서 소음 문제도 일으켰다. 이들은 기존 세입자가 나간 자리에 자신들이 매장을 차리는 것은 젠트리피케이션과 무관하다고 규정하나, 성공회대학교 대학원 교수 신현준은 사회가 이러한 변화를 주도한 몇몇 주체들에게 “낙후된 지역을 재생시켰다는 정당성을 주”고 “지금까지 없던 변화를 이끌어낸 장소변화의 선구자로서 자부심까지 부여”한다고 비평하였으며, 영산대학교 부동산·금융학과 교수 서정렬은 익선다다가 상권 활성화를 일으킨 것은 긍정적으로 보면서도 그 이면에서 부동산으로 수익을 얻는 사업 모델은 비판하였다. 또 《주간조선》은 2017년에만 25억여 원의 매출을 올린 익선다다가 관이 아닌 민간 주도 도시재생을 처음으로 시도하였다면서도 이윤만 남기려 한다고 평가하였다.
익선동에는 정세권이 지은 한옥마을이라는 점 외에도 여러 문화적 자원이 공존하고 있지만, 익선동 골목에 상업화가 일어난 후 언론과 학자들이 한옥마을의 성격만을 강조하면서부터는 광복 이후의 역사와 다양한 자원을 거세하고 오직 한옥의 ‘전통스러움’만을 강조하는 담론이 주를 이루었다는 평가도 있다. 실제로 돈의동과 익선동 등 종로3가를 벗어날 필요가 없었던 노인들은 새로운 동네를 찾아 나서게 되었고, 성소수자 공동체도 큰 위협을 받았다. 그 결과 거주지와 유흥가가 혼합되었다는 점에서 같았던 돈의동과 익선동은 지리적으로 연접함에도, 각각 하층 계급의 노인 남성과 중간계급의 청년 여성이라는 상이한 세대가 주도권을 쥐면서 물리적, 심리적 경계가 더욱 강화되었다.
이러한 현실을 두고 서울대학교 환경대학원 교수 김경민은 가장 오래된 한옥 집단 지구라는 물리적·역사적 가치에 더하여 공동체 가치를 지키는 것이 진정한 보존이라며, 서울특별시가 익선동에서 주거를 지속하는 세입자와 그 집주인을 행정적으로 지원하는 것을 검토해야 한다고 논의하였다. 또 이화여대 국제대학원 교수 최준식은 익선동에 서양식 가게가 많아지고 주민들은 밀려나는 현실을 비판하면서, 상업화를 어찌할 수 없다면 익선동이 원주민에게는 거주 가능하고 관광객에게는 한국의 전통문화와 관련된 가게가 많은 공간이 되어야 한다고 주장하였다. 백반집인 ‘부산집’(돈의동 26번지)은 프랑스 식당으로 바뀌고, ‘수련집’(익선동 174번지)은 다른 곳으로 이동하고 만두 가게로 바뀌는 등, 한옥이라는 공간만 보존하고 지역의 고유한 정체성을 잃어 간다는 점이 전주 한옥마을과 같다는 평가도 존재한다.

## 참고 문헌
- 京城府 (1936). 《京城府史 제2권》. 경성: 京城府.
- 김경민 (2017). 《건축왕, 경성을 만들다》. 경기: 이마. ISBN 9791186940181.
- 김나연 (2020). 《상업적 젠트리피케이션에 따른 장소성 변화 연구 -종로구 익선동을 중심으로-》 (석사학위논문). 서울대학교 환경대학원. 2021년 1월 18일에 확인함.
- 김창희; 최종현 (2013). 《오래된 서울》. 서울: 동하. ISBN 9788996787228.
- 노재명 (2017). 《조선성악연구회 발자취를 따라서》. 서울: 채륜. ISBN 9791186096505.
- 동범준 (2014). “한․일 우호의 장으로서의 서울 익선동 카페 ‘뜰안’의 역할- ‘익선동 마을박물관’ 전시회를 통해 바라본 카페 뜰안 -”. 《박물관학보》 (한국박물관학회) (27): 135-140. 2020년 9월 6일에 확인함.
- 배은석 (2015). “에코뮤지엄을 표방한 마을 박물관의 실험적 시도”. 《박물관학보》 (한국박물관학회) (28): 1-27. 2021년 1월 18일에 확인함.
- 오우근; 서현 (2013). “도시형한옥 주거지의 블록구획과 주거평면의 관계에 관한 연구 -익선동 166번지 사례를 중심으로-”. 《건축역사연구》 (한국건축역사학회) 22 (3): 7-14. doi:10.7738/JAH.2013.22.3.007. 2020년 3월 8일에 확인함.
- 옥은실; 오현주; 신현준 (2016). 〈종로3가: 섬이 되어버린 서울 미드타운〉. 《서울, 젠트리피케이션을 말하다》. 경기: 푸른숲. ISBN 9791156756590.
- 요시다, 미츠오 (2019) [2009]. 《근세 서울 도시사회 연구》. 번역 김동철. 서울: 심산. ISBN 9788994844602.
- 윤아라미 (2017). 《익선동 한옥주거지의 형성과정과 건축특성 연구 -익선동 166번지 사례를 중심으로-》 (석사학위논문). 한국전통문화대학교 문화유산융합대학원. 2021년 1월 18일에 확인함.
- 이경아 (2016). “정세권(鄭世權)의 중당식(中堂式) 주택 실험”. 《계획계》 (대한건축학회) 32 (2): 171-180. doi:10.5659/JAIK_PD.2016.32.2.171. 2020년 3월 8일에 확인함. (구독 필요).
- 이서진 (2007). “게이남성의 장소형성 - 종로구 낙원동을 사례로”. 《지리학논총》 (서울대학교 국토문제연구소) 49: 23-44. 2020년 3월 8일에 확인함.
- 최준식 (2018). 《익선동 이야기》. 서울: 주류성. ISBN 9788962463453.